# Tanyderus annuliferus
Tanyderus annuliferus är en tvåvingeart som först beskrevs av Frederick Wollaston Hutton 1900.  Tanyderus annuliferus ingår i släktet Tanyderus och familjen Tanyderidae. Inga underarter finns listade i Catalogue of Life.